# Межевий (Саткинський район)
Межевий (рос. Межевой) — робітниче селище в Саткинському районі Челябінської області Російської Федерації.
Населення становить 5185 осіб (2017). Входить до складу муніципального утворення Межеве міське поселення.

## Історія
Згідно із законом від 17 листопада 2004 року органом місцевого самоврядування є Межеве міське поселення .

## Населення
| 1979  | 1989  | 2002  | 2005  | 2006  | 2007  | 2008  |
| ----- | ----- | ----- | ----- | ----- | ----- | ----- |
| 6204  | ↘5808 | ↘5578 | ↘5414 | ↗5654 | ↘5554 | ↘5462 |
| 2009  | 2010  | 2011  | 2012  | 2013  | 2014  | 2015  |
| ↗5557 | ↗5649 | ↘5630 | ↗5704 | ↘5620 | ↘5544 | ↘5458 |
| 2016  | 2017  |       |       |       |       |       |
| ↘5288 | ↘5185 |       |       |       |       |       |